# 뿔을 가진 소년
"뿔을 가진 소년"은 2019년에 개봉한 대한민국의 영화이다.

## 캐스팅
- 황성균 : 뿔을 가진 소년 역
- 조하은 : 수진 역
- 최일순 : 사냥꾼 역
- 최광은 : 광웅 역
- 김송일 : 진태 역
- 권기하 : 동구 역
- 채완민 : 준배 역
- 김예나 : 준배 아내 역
- 김윤정 : 진아 역
- 전희진 : 희진 역
- 박성원 : 사내 1 역
- 임지형 : 사내 2 역
- 이재현 : 스님 역
- 이연준 : 약초꾼 1 역
- 김문호 : 약초꾼 2 역
- 김지한 : 약초꾼 3 역
- 최은선 : 공장소녀 1 역
- 최은영 : 공장소녀 2 역
- 최인환 : 공장사장님 역
- 정다해 : 공장사장비서 역
- 조민주 : 홍삼여고생 역
- 이슬기 : 조깅하는여자 역
- 설지수 : 피아노학생 역
- 장우연 : 보험회사직원 역
- 박기범 : 진아친구 역
- 신승환 : 암환자 역
- 이웅빈 : 의사 역
- 이주희 : 간호사 1 역
- 이보리 : 간호사 2 역
- 김준범 : 약사 역
- 김지완 : 준배아들 역
- 안서연 : 소매치기피해자 역
- 한효룡 : 소매치기목격자 1 역
- 양지모 : 소매치기목격자 2 역
- 김도현 : 소매치기목격자 3 역
- 박준영 : 경찰 역
- 손재익 : 형사 역
- 박신우 : 사채업자 역
- 이영태 : 부장님 역
- 김중순 : 준배동기 역
- 김사훈 : 회의실사회자 역
- 권반석 : 회사원 1 역
- 허태용 : 회사원 2 역
- 하대용 : 회사원 3 역
- 박주현 : 회사원 4 역
- 안세현 : 회사원 5 역
- 이관욱 : 회사원 6 역
- 이진승 : 회사원 7 역